# Taxithelium ramivagum
Taxithelium ramivagum är en bladmossart som beskrevs av Brotherus 1897. Taxithelium ramivagum ingår i släktet Taxithelium och familjen Sematophyllaceae. Inga underarter finns listade i Catalogue of Life.